# Чанюфф
Замок Чанюфф (Burg Tschanüff) — полуразрушенный замок в коммуне Рамош округа Инн швейцарского кантона Граубюнден. Является объектом наследия национального значения Швейцарии.

## История
Возведён в XII веке. Первое упоминание о нём содержится в разрешении 1256 года дворянам Рамош построить замок. Однако, вероятнее всего, тогда существовавший замок был лишь обновлён. В 1565 году замок был разграблен во время народного восстания. Но окончательно замок был заброшен лишь в 1780 году.